# Chợ đêm Đông Đại Môn
Chợ đêm Đông Đại Môn (tiếng Trung: 東大門夜市; bính âm: Dōngdàmén Yèshì) là một phiên chợ đêm ở thành phố Hoa Liên, huyện Hoa Liên, Đài Loan. Đây là chợ đêm lớn nhất huyện.

## Tên gọi
Đông Đại Môn có nghĩa cổng thành lớn phía Đông vị trí công thành của thành phố Hoa Liên.

## Lịch sử
Khu vực chợ đêm ngày nay trước đây là khu vực nhà ga cũ. Chợ đêm mở cửa vào tháng 7 năm 2015. Vào ngày 3 tháng 6 năm 2019, chợ đêm bị nhấn chìm trong ngọn lửa bắt đầu vào lúc 1 giờ sáng làm thiệt hại 660 m² khu vực chợ và thiêu rụi 32 gian hàng.

## Kiến trúc
Chợ đêm được xây dựng như một phần của khu vực phân khu thứ 6. Nó trải dài 9 héc ta và bao gồm chợ đêm Phúc Đinh (tiếng Trung: 福町夜市) với ẩm thực Đài Loan, phố ẩm thực thổ dân Đài Loan (tiếng Trung: 原住民一條街), chợ đêm Tự Cường (tiếng Trung: 自強夜市) và phố ẩm thực ẩm thực Trung Quốc (tiếng Trung: 各省一條街). Chợ đêm còn bao gồm trung tâm thương mại, trung tâm thông tin du lịch.

## Kinh doanh
Hiện tại có hơn 400 cửa hàng hoạt động tại chợ đêm.

## Vận chuyển
Có thể đi đến chợ bằng xe buýt từ Ga Hoa Liên thuộc đường sắt Đài Loan.